# 東澳隧道 (台9線)
東澳隧道為台灣宜蘭縣蘇澳鎮及南澳鄉的一座隧道，位於蘇花公路（台9線）上，屬蘇花公路改善計畫的蘇澳－東澳路段，全長南下線3350公尺，北上線3381公尺，雙孔單向設計，速限最高70公里（及最低速限50公里），本隧道開放小客車、大客車及大貨車（全聯結車、載運汽柴油或強酸鹼溶液等載運危險物品類的車輛禁行）行駛。2021年9月30日中午12點起試辦開放大型重型機車通行至2022年3月30日，2022年9月1日起正式開放大型重型機車行駛。隧道內部已預留國道雙線規格，未來國五延伸永樂及蘇花安完工後，可以視狀況升級雙向4車道使用（現試辦大客車於3日以上連續假期時段性開放行駛路肩）。

## 工程介紹
北接永樂高架橋，貫穿中央山脈東澳嶺，南接東澳北溪河川橋，總長度約3.5公里，其中東澳隧道長約3.4公里，南北洞口各設有機房；工程是由福清營造股份有限公司承包，中興工程顧問股份有限公司設計監造。
東澳隧道於2012年12月15日動工，期間曾遭遇多次抽坍與湧水等問題。
經過全體工程人員的努力下，東澳隧道北上線於2016年4月26日貫通，南下線亦於2016年7月7日貫通，而東澳隧道北上線隧道襯砌已於2017年8月22日全數完成，南下線隧道襯砌已於2017年10月27日全線完成（最後一模襯砌於南下線避車彎進行襯砌）。
東澳隧道於2018年2月5日正式通車，先開放小客車通行，2018年5月7日再開放大客車通行，2019年1月17日上午9點再開放大貨車通行（聯結車、載運汽柴油或強酸鹼溶液等載運危險物品類的車輛除外），2020年6月20日起最高速限從60km/h提升至70km/h（另新增最低速限50km/h）。

## 地質
東澳隧道的最淺岩覆約7公尺，北經蘇澳層、南蘇澳層，南至東澳片岩；而東澳片岩含有大理岩與角閃岩體，且岩盤受隧道東側南北向橫移斷層，和不同岩層間層間剪裂破碎帶影響，地質變化劇烈，在施工間段常有坍落事件。

## 測速系統
在東澳隧道內原有2座固定式測稈，自通車1年來，這兩桿測速曾躍升宜蘭罰單件數冠、亞軍，為宜蘭縣庫帶來逾3000萬元收入。
原速限最高60公里，於2020年6月20日起，最高速限提升至70公里，另新增最低速限50公里。
宜蘭縣警察局交通隊在2019年底前在東澳隧道架設2套（南下北上各1套）區間測速系統（2022年3月1日啟用），而原東澳隧道內2座固定式測稈，則移至隧道外的道路。

## 特色
2019年10月國慶連假期間，蘇澳隧道間改播「童聲版」隧道安全廣播，是由公路總局第四區養護工程處在9月舉辦「小小播音員」研習營時，參加的二十多名幼兒園兒童，化身播音員，預錄蘇花改隧道安全廣播，內容包括「請不要超速」、「車多提速」、「保持安全車距」，創下全臺首例，也獲得用路人好評。